# 博阿埃斯佩蘭薩 (巴拉那州)
博阿埃斯佩蘭薩（葡萄牙語：Boa Esperança）是巴西的城鎮，位於該國南部，由巴拉那州負責管轄，始建於1964年12月14日，面積307平方公里，海拔高度550米，2010年人口4,568，人口密度每平方公里14.86人。
24°14′31″S 52°47′20″W / 24.24194°S 52.78889°W